# Dylan Escobar
Dylan Alejandro Escobar Álvarez (Huasco, Chile, 2 de diciembre de 2000) es un futbolista chileno que juega de lateral derecho o volante y su actual club es Universidad Católica de la Primera División de Chile.

## Trayectoria
Oriundo de Huasco, comenzó su carrera en las divisiones inferiores de Deportes Vallenar, para en 2019 unirse a las divisiones inferiores de Coquimbo Unido, firmando su primer contrato profesional en enero de 2022. Durante ese tiempo, también curso la carrera de Geominería.
Debutó profesionalmente el 1 de abril de 2022, en la derrota 1:2 ante O'Higgins, reemplazando en el minuto 93 a Víctor González.
El 12 de diciembre de 2024 es anunciada su cesión a Universidad Católica de la Primera División, por toda la temporada 2025.

## Selección nacional
En mayo de 2023, fue nominado por Eduardo Berizzo para el microciclo de la Selección sub-23 de Chile con vistas a los Juegos Panamericanos de 2023.
En febrero de 2025, fue convocado por Ricardo Gareca a la selección nacional chilena para un partido amistoso ante Panamá.

### Partidos internacionales
Actualizado hasta el 8 de febrero de 2025.
| Partidos internacionales | Partidos internacionales | Partidos internacionales          | Partidos internacionales | Partidos internacionales | Partidos internacionales | Partidos internacionales | Partidos internacionales | Partidos internacionales | Partidos internacionales |
| N.º                      | Fecha                    | Estadio                           | Local                    | Resultado                | Visitante                | Goles                    | Asistencias              | DT                       | Competición              |
| ------------------------ | ------------------------ | --------------------------------- | ------------------------ | ------------------------ | ------------------------ | ------------------------ | ------------------------ | ------------------------ | ------------------------ |
| 1                        | 8 de febrero de 2025     | Estadio Nacional, Santiago, Chile | Chile                    | 6-1                      | Panamá                   |                          |                          | Ricardo Gareca           | Amistoso                 |
| Total                    | Total                    | Total                             | Presencias               | 1                        | Goles                    | 0                        | 0                        |                          |                          |

| Selección chilena | Selección chilena | Selección chilena |
| Año               | Partidos          | Goles             |
| ----------------- | ----------------- | ----------------- |
| 2025              | 1                 | 0                 |
| Total             | 1                 | 0                 |

## Estadísticas
| Club                         | Div.       | Temporada  | Liga  | Liga  | Liga   | Copas nacionales | Copas nacionales | Copas nacionales | Torneos internacionales | Torneos internacionales | Torneos internacionales | Total | Total | Total  |
| Club                         | Div.       | Temporada  | Part. | Goles | Asist. | Part.            | Goles            | Asist.           | Part.                   | Goles                   | Asist.                  | Part. | Goles | Asist. |
| ---------------------------- | ---------- | ---------- | ----- | ----- | ------ | ---------------- | ---------------- | ---------------- | ----------------------- | ----------------------- | ----------------------- | ----- | ----- | ------ |
| Coquimbo Unido · Chile       | 1.ª        | 2022       | 19    | 0     | 1      | 2                | 0                | 0                | —                       | —                       | —                       | 20    | 0     | 1      |
| Coquimbo Unido · Chile       | 1.ª        | 2023       | 27    | 0     | 1      | 2                | 0                | 0                | —                       | —                       | —                       | 29    | 0     | 1      |
| Coquimbo Unido · Chile       | 1.ª        | 2024       | 28    | 0     | 4      | 5                | 0                | 0                | 7                       | 0                       | 1                       | 40    | 0     | 5      |
| Coquimbo Unido · Chile       | Total club | Total club | 74    | 0     | 6      | 9                | 0                | 0                | 7                       | 0                       | 0                       | 90    | 0     | 7      |
| Universidad Católica · Chile | 1.ª        | 2025       | 3     | 0     | 0      | 4                | 0                | 2                | 0                       | 0                       | 0                       | 7     | 0     | 2      |
| Universidad Católica · Chile | Total club | Total club | 3     | 0     | 0      | 4                | 0                | 2                | 0                       | 0                       | 0                       | 7     | 0     | 2      |
| Total club                   | Total club | Total club | 77    | 0     | 6      | 13               | 0                | 2                | 7                       | 0                       | 1                       | 97    | 0     | 9      |
| 1. 2.                        |            |            |       |       |        |                  |                  |                  |                         |                         |                         |       |       |        |